# アポルフィン
アポルフィン(Aporphine)は、キノリン系アルカロイドの1分類である。様々な植物から、多くの種類のアポルフィンが単離されている。最も一般的に用いられるアポルフィン誘導体はアポモルヒネで、Nymphaea caeruleaで見られる。その他の植物由来のアポルフィンには、癌やトリパノソーマ症に対するアフリカの民間療法で用いられるスナヅル属由来のもの等がある。In vitroでの試験によると、スナヅル由来のアポルフィン化合物であるアクチノダフニン、カシチン、ジセントリン等は、Trypanosoma bruceiに対し有望なレベルの抗寄生虫活性を示した。これは、活性化合物がDNAに結合してインターカレート剤として働き、それに加えてトポイソメラーゼの活性を阻害する機構によるものであることが明らかとなった。
アポルフィンは、5-HT1A受容体のパーシャルアゴニストでKiは80 nM、5-HT7受容体のアンタゴニストでKiは88 nMである。また、ドーパミンD1受容体のアンタゴニストでありKiは717 nM、ドーパミンD2受容体のアンタゴニストでありKiは527 nMである。アポルフィンとその関連化合物のブルボカプニン、ボルジン、グラウシン、コリツベリンは抗精神病性があり、ナロキソン可逆性抗侵害受容活性を示し、コリツベリンを除いて抗痙攣薬の作用も持つ。
S(+)-N-プロピルノルアポモルフィン等の誘導体は、副作用の少ない抗精神病薬になる可能性がある。S(+)-N-プロピルノルアポモルフィンは、中脳辺縁系ドーパミン作動性経路に高度に選択的で、プロラクチンの濃度を上昇させずに有効なパーシャルアゴニストとして作用する。